# Појени-Сучава (Сучава)
Појени-Сучава (рум. Poieni-Suceava) насеље је у Румунији у округу Сучава у општини Удешти. Oпштина се налази на надморској висини од 244 m.

## Становништво
Према подацима из 2002. године у насељу је живело 492 становника, од којих су сви румунске националности.